# 岡普萊恩鎮區 (密歇根州)
岡普萊恩鎮區（英語：Gun Plain Township）是位於美國密歇根州阿勒根縣的一個特設鎮區。

## 地方資料
岡普萊恩鎮區的面積為89.00平方千米，當中陸地面積為88.20平方千米，而水域面積為0.80平方千米。根據2010年美國人口普查的數據，當地共有人口6148人，而人口密度為每平方千米69.08人。